# Archaeopteryx lithographica
Az Archaeopteryx lithographica az Archaeopteryx nem jelenlegi egyetlen érvényes faja. Minden ismert példánya a solnhofeni litográf pala kemény, lemezes mészkövéből került elő. A késő jura során élt, a leletek egy korabeli nagy, erősen sós vízű lagúna meszes iszapjában konzerválóldtak.
Az 1990-es évekig úgy gondolták, hogy az A. lithographica volt az egyetlen tollas dinoszaurusz, ezért a madarak közvetlen ősének, vagy legalábbis a madarak felé vezető evolúciós vonal közeli oldalágának tartották. Ez ma már korántsem bizonyos, rengeteg tollas dinoszaurusz került elő az ezredforduló környékén.